# Maurepas (Somma)
Maurepas – miejscowość i gmina we Francji, w regionie Hauts-de-France, w departamencie Somma.
Według danych na rok 2011 gminę zamieszkiwało 200 osób, a gęstość zaludnienia wynosiła 18 osób/km² (wśród 2293 gmin Pikardii Maurepas plasuje się na 785. miejscu pod względem liczby ludności, natomiast pod względem powierzchni na miejscu 408.).